# Sociedad de Profesores de Idioma Español de Uruguay

La Sociedad de Profesores de Idioma Español de Uruguay es un organismo profesional, para formar a docentes o profesores del idioma español en Uruguay, como ser en este caso el conocimiento de la fonética y la gramática de la lengua española. La misión de la asociación está dirigida a ofrecer la enseñanza a personas extranjeras procedentes de países de habla no hispana, aquellas que están interesadas por aprender el español en el país que residen y obtener un diplomado o certificado en este país Sudamericano. Aunque la Sociedad de Profesores de Español del Uruguay, mediante una discusión se ha expresado su visión sobre los aspectos específicos desde su condición de docentes nucleados, como estar en torno a su asignatura, lo cual tuvo que ver en primer lugar con el sistema educativo, como en la estructura y las instituciones que lo componen y en segundo lugar todo lo vinculado a la formación docente en sus variados aspectos. Las asociaciones de docentes en el país, por asignatura se han organizado desde un principio, esto en torno a la defensa de la  profesionalización, en la que tuvo un primer apoyo en la preparación de los mismos. En la tradición del sistema educativo uruguaya a nivel secundario, han existido distintas formas de ingreso al sistema, además se han practicado distintos tipos de concurso, aplicando algunos modelos de agregaturas. Actualmente Uruguay, cuenta con la Academia Nacional de Letras del Uruguay desde 1943, que es miembro de pleno derecho de la Asociación de Academias de la Lengua Española (ASALE).